# Ramón de Oscáriz

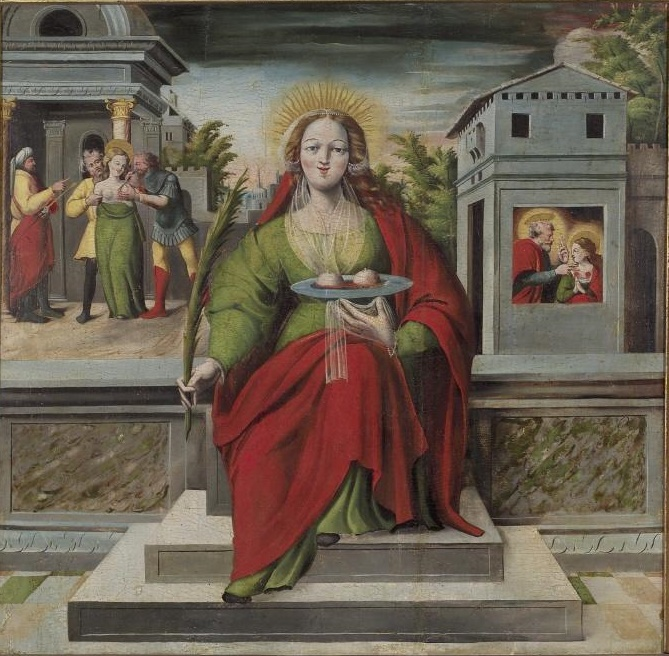
Santa Águeda, 132 x 129 cm, tabla de un retablo procedente de Sarriguren, Pamplona, Museo de Navarra.

Ramón Oscáriz (fallecido en 1575) fue un pintor renacentista español y rey de armas de Navarra.

## Biografía y obra
Hijo de Menaut de Oscáriz, cabeza de un taller de pintura activo en Pamplona en las primeras décadas del siglo XVI, completó en torno a 1551-1553 los retablos de Eguiarreta y de San Llorente de Lizasoáin, este desaparecido, que había comenzado su padre. En 1570 otro pintor, Juan de Goñi, ocupado en diversos trabajos, le traspasó el dorado y policromado del retablo de san José de la catedral de Pamplona, labores que compatibilizó con las de pintor de historias. En estos retablos y en los de Aguinaga y Aquerreta, entre otros, Oscáriz se sitúa a caballo entre la tradición gótica hispanoflamenca en la que debió de formarse y las influencias renacentistas italianas, que conocería por el estudio de estampas importadas, de las que hizo uso frecuente en sus composiciones. Su pintura, aunque capaz de satisfacer el gusto popular, como se observa en lo conservado del retablo de Sarriguren nunca pasa de lo discreto, con evidentes incorrecciones anatómicas y cierta tendencia a la caricatura en los rostros.
Al frente de un prolífico taller, del que salieron un importante número de retablos, varios de ellos perdidos (Osinaga y Asiáin entre ellos), para él trabajaron, entre otros, su sobrino y heredero, Pedro de Alzo, hijo de Catalina de Oscáriz, posiblemente también ella pintora, y Miguel de Lecároz que en 1570 marchó a completar su formación en Valencia.
Murió en 1575 y fue enterrado en la iglesia de San Nicolás de Pamplona. Dejaba sin acabar el retablo de Berriosuso. Entre los bienes inventariados a su muerte, con algunas joyas y varias viñas heredadas de su padre, figuraban dos libros de armería que tenía por su trabajo como rey de armas y «el escudo de armas del mismo Ramón de Oscáriz que solía traer al pecho».